# Печёнкин, Иван Сергеевич
Ива́н Серге́евич Печёнкин (род. 8 июля 1994, Чайковский) — российский биатлонист, неоднократный призёр чемпионата России. Мастер спорта России.

## Биография
Выступает за Тюменскую область. Тренеры — Андрей Алексеевич Волков, Сергей Александрович Зольников, Максим Владимирович Кугаевский, Роман Алексеевич Зубрилов.

### Юниорская карьера
В начале карьеры занимался лыжными гонками. Неоднократный призёр детско-юношеских соревнований по этому виду спорта.
С сезона 2012/13 выступает в биатлоне. В том же сезоне одержал победу на всероссийских отборочных соревнованиях и вошёл в составе сборной России для участия в чемпионате мира среди юниоров 2013 года (среди 19-летних). Однако на чемпионате выступил неудачно, лучшим результатом стало 19-е место в спринте.
Летом 2013 года участвовал в чемпионате мира по летнему биатлону среди юниоров, завоевал серебро в смешанной эстафете, стал 11-м в спринте и четвёртым в гонке преследования.
В дальнейшем неоднократно был призёром российских соревнований в младших возрастах, однако за сборную больше не выступал.

### Взрослая карьера
В 2016 году впервые стал призёром чемпионата России, завоевав бронзу в марафоне. В 2017 году стал бронзовым призёром в гонке патрулей, а в 2018 году — серебряным призёром в эстафете.
Становился победителем этапов Кубка России.

## Личная жизнь
Брат Александр (род. 1991) тоже биатлонист, выступал за сборную России на Кубке мира.